# Козелецька рада
Козелецька рада — козацька старшинська рада (яку частина істориків схильна класифікувати її як генеральну військову), що зібралася у квітні 1662 року у місті Козельці Київського полку для елекції гетьмана Війська Запорозького на Лівобережжі під протекторатом Московського царства. Рада обрала Якима Сомка повноважним гетьманом, однак московський цар не визнав її результатів, що призвело до скликання ще однієї ради з цього питання (більш відомої як «Чорна рада»).

## Передумови
По смерті Богдана Хмельницького 1657 року почався період, який історики називають «Руїна». Іван Виговський на старшинській раді обрався наказним гетьманом, що деякі історики козацтва розглядають як державний переворот проти наступника Богдана, його сина Юрія. Виговський круто змінив зовнішню політику держави. Оскільки Березневі статті Богдана Хмельницького перестали діяти, то гетьман 6 (16) вересня 1658 року разом з Річчю Посполитою уклали Гадяцький договір. За ним Україна (під назвою «Велике князівство Руське») мала дістати ті ж права, що й Велике князівство Литовське чи Корона Королівства Польського, і приєднатися до Речі Посполитої як рівноправний член конфедерації («Речі Посполитої Трьох Народів»). Однак угода залишилася лише на папері оскільки проти неї виступила і частина шляхти, що ратифікувала на сеймі урізаний варіант договору, і частина козацтва, що повстала проти гетьмана. Московія ж, після поразки підтриманого нею повстання Пушкаря та Барабаша, почала військову інтервенцію, яка згодом переросла у громадянську війну на Гетьманщині. Козацька опозиція, що складалася з противників прийнятого Сеймом варіанту угоди, зробила своїм лідером молодшого сина Богдана Хмельницького, Юрася Хмельниченка, якого оточували досвідчені воєначальники батька: Іван Богун, Іван Сірко та багато інших.
Придушити своїх ворогів всередині держави Виговському не вдалося, а оточення, що підтримувало його на початку так само перейшло на сторону Хмельницького-молодшого[джерело?]. Тож гетьман був змушений скласти булаву після козацької ради під Германівкою 10 (20) вересня 1659 року. На раді в урочищі Маслів Став під Росавою 23–24 вересня (3—4 жовтня) 1659 року «учинили гетьманом Юрія Хмелницького і знам'я і булаву і печатку і всякі справи Військові у Виговського взяли та віддали Юрію». Пізніше відбулась ще одна старшинська рада неподалік Трахтемирова в Жердевій долині, на яку прибув і Яким з невеликим загоном, набраним із різних лівобережних полків. На ній були розроблені так звані «Жердівські статті», які мали б поставити крапку у війні поміж Гетьманщиною та Московією, а також встановити мінімальну залежність гетьманату від царя. Однак, натомість під час Другої Переяславської ради між Юрієм Хмельницьким та князем Олексієм Трубецьким були підписані Переяславські статті, які значно звузили автономію козацької держави.[джерело?]
1660 року, під час походу на Волинь, московсько-козацькі війська зазнали поразки спочатку під Слободищем, а потім і під Чудновом. У результаті, 17 (27) жовтня 1660 року, Хмельницький підписав Слободищенський (Чуднівський) трактат з Річчю Посполитою, який, фактично, був урізаним варіантом Гадяцького договору Виговського. За цим документом скасовувалися Переяславські статті, а Гетьманщина ставала частиною Речі Посполитої. Така зовнішньополітична переорієнтація з Москви на Варшаву гетьмана, що була ще менш вигідною за договір Виговського, не була підтримана великою частиною лівобережної старшини, особливо на фоні великих втрат під Чудновом саме серед лівобережців. Серед противників нової угоди був Якимом Сомком, дядьком Юрася і сподвижником його батька.
15 (25) жовтня 1660 року він повернувся у рідний Переяслав і на полковій старшинській раді був обраним не лише полковником, а й наказним гетьманом (за іншими даними він був призначений універсалом гетьмана Юрія Хмельницьким наказним гетьманом перед походом під Чуднів, восени 1660 року). Власне, у листі до московського воєводи Василя Шереметєва від 19 (29) жовтня 1660 року Сомко вперше почав себе іменувати гетьманом наказним. Підтвердивши вірність раніше складеній присязі московському царю Олексію Михайловичу, Яким остаточно увійшов у конфронтацію зі своїм небожем Юрасем і з осені 1660 року почав збройну боротьбу з правобережним козацтвом на стороні яких виступали також коронне військо Речі Посполитої та кримський хан Мехмед IV Ґерай.
З кінця 1660 року на Лівобережжі розпочався процес підготовки елекції свого гетьмана. Головним претендентом на булаву став Яким Сомко (бо статус «наказного гетьмана» означав тимчасовість посади, навіть в межах лівого берега Дніпра). У травні 1661 року на Биковому полі неподалік Ніжина (нині це село Новий Биків) було зібрано козацьку раду. Однак, всупереч попереднім заявам прихильників Сомка про відсутність конкурентів, рада не обрала його гетьманом. Основною причиною було категоричне небажання ніжинців приймати когось гетьманом окрім власного полковника Василя Золотаренка. Також зіграла свою роль відсутність полтавського полковника Жученка, що й досі залишився вірним Хмельницькому-молодшому. Врешті було вирішено, що елекцію необхідно відкласти та передати його на розсуд московського царя «кого він, великий государ, запросить у гетьмани».
Влітку-восени 1661 року, у Якима Сомка з'явився іще один конкурент — новообраний «кошовий гетьман» Іван Брюховецький. Брюховецький був слугою в Богдана Хмельницького, а у перші роки Руїни він виконував дипломатичні доручення у Семигороді та Польщі, а потім вже поїхав на Запорожжя, виступаючи проти Виговського. Після обрання «кошовий гетьман» Брюховецький відразу ж поїхав у Москву на аудієнцію до Олексія Михайловича. А по поверненню в Україну Івану вдалось встановити тісні контакти з місцевими московськими воєводами (зокрема, Ромодановським) та схилити на свій бік єпископа Мстиславського й Оршанського місцеблюстителя Київської митрополії Методія. Брюховецький яскраво виділявся серед лівобережних претендентів на гетьманство Золотаренка та Сомка, які були типовими представниками «заможної старшини». Він наполягав проти зміцнення гетьманської влади й посилення залежності рядових козаків і селян від старшини. Проти своїх конкурентів Брюховецький відразу ж почав зводити наклепи. Золотаренка він звинувачував у любові до грошей та наявності шляхетства, але основним об'єктом «передвиборчих нападів» став Сомко. У відповідь Золотаренко з Сомком звинувачували Брюховецького в тому, що той має «ляське» походження плекаючи таким чином антипольські настрої після Хмельниччини.

## Кандидати на гетьманську булаву
Власне основними претендентами на гетьманську булаву Лівобережжя Війська Запорозького станом на квітень 1662 року були:
1. Яким Сомко — наказний гетьман Війська Запорозького, переяславський полковник. Шваґро Богдана Хмельницького (перша дружина Богдана, Ганна Сомко, була сестрою Якима).
2. Василь Золотаренко — ніжинський полковник. Шваґро Богдана Хмельницького (третя дружина Богдана, Ганна Золотаренко, була сестрою Василя).
3. Іван Брюховецький — «кошовий гетьман» Війська Запорозького Низового, в часи Богдана — його прислужник, пізніше — дипломат.

Усі троє кандидатів шукали підтримки в Методія. Останній був ставлеником Московського царства. Позаяк Методій (в миру — Максим Филимонович) був ніжинським протопопом поки 1661 року не був висвячений в єпископи та призначений місцеблюстителем Київської митрополії представником Московської патріархії митрополитом Питиримом. Висвячення в єпископи та призначення місцеблюстителем відбулось в порушення процедури, «за государевим царовим указом», за останнє, до речі, патріарх Никон наклав на Питирима анатему пізніше.[джерело?] Роль єпископа Методія та його характер і мотивацію перед радою досить детально описав російський історик і архівіст XIX століття, Олександр Востоков, що досліджував документи про Козелецьку раду у фондах Сибірського приказу:
|                       | Методій, ставленик Москви, мав великий вплив на малоросійські справи, як людина, якій більше, ніж комусь, довіряв московський уряд, що не знав, на кого з малоросіян можна покластися, кому можна довіряти. Рекомендації Методія мали велике значення в Москві; тому всі полковники, вірні Росії, з усіма проханнями зверталися до нього, шукали у нього поради та схвалення своїм діям. Людина хитра, честолюбна, Методій, переслідуючи свої особисті цілі, старався, скільки міг, для московського уряду: підтримував між полковниками згоду, примушував одного допомагати іншому, збирав вісті про неприятелів, роздавав кому треба подарунки та гроші, звісно, отримуючи за це вдвічі більше з уряду. Бачачи трьох кандидатів на гетьманську булаву, Методій до певного часу не хотів нікому з них віддати перевагу: обнадійуючи Сомка у своїй допомозі, він запевняв у своїй дружбі Золотаренка і в той же час листувався з Брюховецьким, утримуючи його від крайніх кроків, які могли б нашкодити йому в очах уряду. Оригінальний текст (рос. дореф.) [Меѳодій, ставленникъ Москвы, имѣлъ большое вліяніе на малорусскія дѣла, какъ человѣкъ, которому больше, чѣмъ кому нибудь, довѣряло московское правительство, не знавшее, на кого изъ малороссіянъ можно положиться, кому можно довѣрять. Рекомендаціи Меѳодія имѣли большое значеніе въ Москвѣ; поэтому всѣ полковники, вѣрные Россіи, со всѣми просьбами обращались къ нему, искали у него совѣта и одобренія своимъ дѣйствіямъ. Человѣкъ хитрый, честолюбивый, Меѳодій, преслѣдуя свои личныя цѣли, старался, сколько могъ, для московская правительства: поддерживалъ между полковниками согласіе, заставлялъ одного помогать другому, собиралъ вѣсти о непріятеляхъ, раздавалъ кому нужно подарки и деньги, разумѣется, получая за то вдвое съ правительства. Видя троихъ кандидатовъ на гетманскую булаву, Меѳодій до поры до времени не хотѣлъ никому изъ нихъ отдать преимущество: обнадеживая Сомка въ своей помощи, онъ увѣрялъ въ своей дружбѣ Золотаренка и въ тоже время переписывался съ Брюховецкимъ, удерживая его отъ крайнихъ поступковъ, которые могли-бы повредить ему въ глазахъ правительства.] Помилка: [undefined] Помилка: {{Lang}}: немає тексту (допомога): невпізнаний код мови: ru-dor (допомога) |
| — Олександр Востоков, | |

## Події ради
Після ради на Биковому полі та появою ще однієї опозиції у вигляді запорожців під проводом Брюховецького наказний гетьман переконався у безперспективності допомоги з Москви отримати гетьманську булаву. До того ж московські війська на місці поводили себе так, що доходило до вбивств українських жителів, а урядники не рахувалися з ним в питаннях призначення воєвод у міста. 27 березня (8 квітня) 1662 року єпископ Методій надіслав чолобитну царю, просячи призначити елекцію повноважного гетьмана, пояснюючи це тим, що Сомко є лише наказним гетьманом, а не повноважним. Також він наполягав на участі запорожців на чолі з Брюховецьким і зміни місця обрання з міста на поле. Побоюючись нового конкурента та прагнучи отримати у свої руки повноважне гетьманство, Сомко навесні зібрав чергову раду у містечку Козелець Київського полку.
До нього з'їхалася більшість лівобережної старшини. Окрім старшини, було запрошено лише Методія. Дізнавшись про те, що у Козельці немає жодного представника московського уряду переяславський воєвода відправив до Козельця для розвідки очільника стрільців Батюшкова.. Різні історики називають різні дати: 14 (24) квітня (Віра Панашенко); 19 (29) квітня (Олександр Востоков); 23 квітня (3 травня) (Микола Костомаров). Хоча, згідно з актом обрання гетьмана, рада відбулася 16 (26) квітня.
Того ж дня Сомко ввів у Козелець кілька тисяч козацької піхоти, поставив караули і заборонив будь-кого випускати з міста. На відмову полковників брати участь в елекційних виборах він погрожував смертною карою. Козацький літописець, Самійло Величко, писав з цього приводу: «Тут він належно домагався гетьманського гонору і вже мав кількох осіб та певну частину товариства, що погоджувалися з тим його бажанням… …[Методій] не дозволив з іншими особами та військовим товариством лишитися Сомкові цілковитим гетьманом». Не зважаючи на застороги московських воєвод стосовно відсутності дозволу царя козаки зібралися у місті. В цей час Сомка підтримували полковники: переяславський Семен Гладкий, миргородський Павло Ілляшенко, лубенський Андрій Пирський, зіньківський Василь Шиманський, прилуцький Федір Терещенко та іркліївський Матяш Папкевич, а також сотник чернігівський Василь Болдаковський. Ця група 16 (26) квітня 1662 року обрала гетьманом Якима Сомка.
Зрештою, акт підписав і полковник Золотаренко, й інші полковники: чернігівський Силич, іркліївський Папкевич, миргородський Ілляшенко, лубенський Пирський, прилуцький Лазар Горленко та зіньківський Шиманський. Місія московського боярина, який був присутнім при цьому, обмежилася лише констатацією факту елекції й врученням необхідних атрибутів влади. З того часу Яким Сомко вважав себе повноважним гетьманом Лівобережної України та відповідно так же підписувався. Однак, раду не було визнано царським урядом:
|   | …не чекаючи, проти чолобиття свого від нас… указу у висланого боярина нашого і воєводи на повну раду для гетьманського оббирання приїзду, також і з Запорогів полків нашого Івана Брюховецького, чи від нього посланців посилки, і, повз нашого стародавнього Війська Запорізького звичаю, смів наважитися учинився, гетьманом у малому містечку і не на повній раді без поради всього Війська Запорізького при небагатьох полковниках самовільно, забивши нашу… милість і жалування Оригінальний текст (рос.) …не дожидаясь, против челобитья своего от нас… указу в высланного боярина нашего и воеводы на полную раду для гетманского обиранья приезду, также и из Запорогов полков нашего Ивана Брюховецкого, или от него посланцов присылки, и, мимо нашего стародавнего Войска Запорожского обычая, смел дерзнуть учинился, гетьманом в малом городке и не на полной раде без совету всего Войска Запорожского при немногих полковниках самоизволом, забив нашу… милость и жалованье |
| — | |

## Акт обрання Якима Сомка повноважним гетьманом
| Оригінальний текст (староросійська мова) |
| --- |
| Мы рыцарство е. ц. в-ва Войска Запорожского, полковники, ясаулы, сотники и все старшое и меньшое товариство, для напрасных и бунтовнихъ потреб всего християнства Малой Росиі, отчиное е. ц. пресв. в-ва, в Козелец собраные, наслѣдуючи славы предков наших, хотячи на тое вѣчне дѣлати, служачи вѣрне е. ц. пресв. в-ву и либо прошлого году за нашею незгодою и нестроениемъ до [з]бытку в отчине нашей пришли есмо, через спустошение неприятелское. Однако теперь за Божиею помощию меж собою строение учити жедали есмя, а не подаючись ...дале неприятелем нашим в поругание и в поношение, в одном совокуплениі всѣ единодушно раду енеральную меж собою учинити тутъ в городе Козельце, изволили есмя в нынешнемъ въ 1662 году мѣсяца апрѣля 16 дня. И такъ совѣтъ единого правителя ухвалиті, ижъ милостию Божиею наша енеральная рада конецъ всесчасливо взяв, выше имянованого дня совершилася, с которой строениемъ нижеписаным вси единогласно упросили милости пана Якима Сомка, бывшего гетмана наказного, а тепер цѣло ему гетманство совершеное и владѣние над собою и Войском подали есмя, чтоб добрых и послушных миловал, а выступных и непослушных против заслуг карал, и какъ лутчи нами справовал, а стороны знамен войсковых пан гетман и нам потребныхъ против давного порядку предковъ нашихъ войскового какъ булавы и с нихъ назначеныхъ печатеі, писати до е. ц. в-ва пресв. от всего Войска на первое жаданье его силости пана гетмана повинни есмя, и скоро дастъ Богъ от е. ц. в-ва тѣ печати войсковые нам присланы будутъ, мы повинны до рукъ его милости пану гетману отдаті, а по нынешней совершенной раде нашей тот час на росказанье его мислости пана гетмана до Войска вси с полками нашими на день назначеной поднявшися на святого великомученика Христова Георгия, повинны есмя до боку его милости спешитися и вѣчно под его послушаниемъ на услугах е. ц. в-ва пребываті будемъ неотмѣнно, ни о чем не противляючися, а тоѣ вышеписанную раду в Козелце учинили есмя и менованого его милости пана Якима Сомка на совершенное гетманство единогласно и единодушно вси старшие и меншие упросили есмо при бытности ясне в Бозѣ превелебного его силости отца епископа мстиславского и оршанского, блюстителя метрополиі Киевской, яко особливого отца нашего е. ц. пресв. в-ву нам Войску е. ц. в-ва Запорожского желательного, по котором единомысленном обиранъю, такъ той же именованный его милость пан гетман в Козельце в церкви соборной Преображения Господня на вѣрную и вѣчную е. ц. в-ву службу и единомысленную нам всѣм и всему Войску Запорожскому любовь, какъ и мы оному не на ложное и неотмѣнное гетманской власти послушенство с обоих сторон перед Богомъ и перед святым Еулиемъ при бытию того ж ясне в Бозѣ превелебного его милости отца Мефодия, епископа мстиславского и оршанского, и при всем старшем и меньшом товариству и поспольству присягу учинили есмя, о чомъ для лутчей вѣры при подписи рукъ нашихъ и печати вси притиснувши до рукъ его милости пана гетмана добровольно подали есмя в Козельце мѣсяца априля 16 дня, году 1662. А у подлинного листа печаті: Печать епископа отца. Печать полковника нѣжинского. Печать полковника черниговского. [Печать полковника] ирклѣевского. [Печать полковника] миргородского. [Печать полковника] лубенского. [Печать полковника] прилутцкого. [Печать полковника] зинковского. А подо всякою печатью руки: Прошоный до подписи смиренный Мефодиі Филимоновичъ, епископъ мстиславскиі и оршанскиі. Василей Никифоровичъ Золотаренко, полк. е. ц. в-ва Войска Зап. нѣжинскиі. Иоанникий Силичъ, полк. В. е. ц. в-ва черниговскоі. Матяшъ Папковичъ, полк. В. е. ц. в. Зап. ирклѣевской. Павел Ильяшенко, полк. В. е. ц. в. Зап. миргородцкий. Андрѣй Пирскій, полк. В. е. ц. в-ва [Зап.] лубенскиі. Лазар Горленко, полк. В. е. ц. в-ва Зап. прилутцкиі. Василий Щама, полк. В. е. ц. в-ва Зап. зинковскиі. |

## Трактування сучасників після ради
Причиною того, що у Москві не затвердили результатів ради стала купа скарг з різних боків на Якима Сомка від конкурентів і духовенства одразу після ради. У них заперечувалася законність елекції. Так, зокрема, Золотаренко й Методій твердили, що Сомко отримав гетьманство обманом, скликавши полковників нібито для вирішення якихось військових справ, він грубою силою змусив їх голосувати за себе:
| | Самко обдурив мене і полковників, писав, щоб з'їхалися в місто Козелець з невеликими людьми для великих государевих справ, для швидких військових потреб і для розмови, порадитися, як би з ворогом упоратися. Коли ми до нього з'їхалися, він почав говорити, щоб полковники вибрали собі досконалого гетьмана. Оригінальний текст (рос.) Самко обманул меня и полковников, писал, чтоб съехались в город Козелец с небольшими людьми для великих государевых дел, для скорых войсковых потреб и для разговору, посоветоваться, как бы с неприятелем управиться. Когда мы к нему съехались, то он начал говорить, чтоб полковники выбрали себе совершенного гетмана |
| — колишній Ніжинський протопіп, єпископ Мстиславський і Оршанський Методій (Филимонович) про «Козелецьку раду», | |

Київський протопіп В. Прокоф'єв, перебуваючи в Москві, говорив, що рада в Козельці була неповною, тому що на ній не була присутньою «чернь» і все поспільство. Крім того, на раді, нібито, були відсутніми полковники: полтавський Дем'ян Гуджол, зіньківський Василь Шиманський та миргородський П. Царенков.
Золотаренко, не втрачаючи надії одержати гетьманську булаву, перейшов у відкриту опозицію до Сомка. Прибічники Сомка писали: «Васюта обіцяв йти до нас у військо, але коли єпископ Мефодій до Ніжина приїхав, то Васюта обіцянку свою і присягу скасував, на службу й. ц. в. йти не хоче, нам усім сумнів, а ворогам потіху зробив; нашу вірну службу принижує, самовільно не кориться владі військовій, упертістю будинку живе, тільки скарбницю збирає та стереже, а кордонів не обороняє». У Літописі Самовидця щодо спроб Васюти зводив наклепи на Сомка та запевняння у вірності Москві зазначається:
|                                                                     | А він, як простак, а маючи добре, нежалуючи добре дарував; а Сомка гетьмана, як могучи, удавав і на Москву описував, за яким його удачею обидва залишилися у великій підозрі та неласті на Москві. Оригінальний текст (ст. укр.) [А онъ, яко простакъ, а маючися добре, нежалуючи добре даровалъ; а Сомка гетмана, яко могучи, удавалъ и на Москву описовалъ, за которымъ его уданнямъ оба зосталы у великомъ подозрѣнію и неласцѣ на Москвѣ] Помилка: [undefined] Помилка: {{Lang}}: немає тексту (допомога): невпізнаний код мови: uk-old (допомога) |
| — Роман Ракушка-Романовський, ймовірний автор «Літопису Самовидця», | |

## Оцінки

### Російська історіографія
В часи Російської імперії події Козелецької ради намагалися описати тогочасні історики Сергій Соловйов і Микола Костомаров. Соловйов у своїй Історії Росії так підсумовував результати Козелецької ради:
|                    | …легко зрозуміти, яке враження мали справити в Москві подібні грамоти: Сомко і прихильники його писали безглуздя, за якою ховалася якась незаконна справа: що це була за рада в Козельці без черні та посполитства? Гетьман обраний, навіщо ще потрібна нова рада? Щось одне: або рада в Козельці була незаконна, або нова рада не потрібна! Оригінальний текст (рос. дореф.) […легко понять, какое впечатлѣніе должны были произвести въ Москвѣ подобный грамоты: Сомко и приверженцы его писали безсмыслицу, за которою скрывалось какое-то незаконное дѣло: что это была за рада въ Козельцѣ безъ черни и поспольства? Гетманъ выбранъ, зачѣмъ-же еще нужна новая рада? Что нибудь одно: или рада въ Козельцѣ была незаконная, или новая рада не нужна!] Помилка: [undefined] Помилка: {{Lang}}: немає тексту (допомога): невпізнаний код мови: ru-dor (допомога) |
| — Сергій Соловйов, | |

Результати ради для Якима Сомка Микола Костомаров описав наступним чином: «Сомко залишився тим, чим був, не більше.»  Набагато більшого розуміння подій дійшов Олександр Востоков, котрий віднайшов низку джерел в архівних фондах Сибірського приказу.